# A Metamorfose dos Pássaros
A Metamorfose dos Pássaros é um filme português escrito e realizado por Catarina Vasconcelos e produzido pela produtora Primeira Idade, apresentado mundialmente pela primeira vez em Fevereiro de 2020 no Festival de Cinema de Berlim, no qual foi distinguido com o prémio FIPRESCI para Melhor Filme da secção Encontros. Distinguido com mais de 50 prémios internacionais em todo o mundo, foi o filme vencedor do maior número de Prémios Sophia em 2022 e do Globo de Ouro da SIC para Melhor Filme Português de 2021.

## Receção

### Prémios internacionais e festivais de cinema
Estreado mundialmente em Fevereiro de 2020 A Metamorfose dos Pássaros foi distinguido nos anos seguintes com mais de 50 prémios internacionais, tendo sido exibido em mais de 70 festivais de cinema em todo o mundo. Foi distinguido com os Prémios Sophia para para Melhor Realizadora, Melhor Montagem, Melhor Som e Melhor Documentário Português de 2021, e com o Globo de Ouro da SIC para Melhor Filme Português de 2021.

### Lançamento comercial
A Metamorfose dos Pássaros foi distribuído comercialmente na China, Estados Unidos da América, Canadá, Reino Unido, Espanha, Polónia, Itália, Irlanda, Lituânia, entre outros. Foi lançado nos cinemas em Espanha a 3 de Setembro. Em Portugal, estreou a 7 de Outubro de 2021 em 19 salas em todo o país, sendo visto por mais 13 000 pessoas.
Exibido na RTP no primeiro dia do ano de 2022, e de novo depois da sua consagração nos Prémios Sophia 2022 da Academia Portuguesa de Cinema.
O filme é distribuido mundialmente por streaming pela Netflix a partir do dia 4 de Novembro de 2022.

### Candidatura oficial aos Óscares por Portugal
A 29 de Outubro de 2021 o filme foi escolhido pela Academia Portuguesa das Artes e Ciências Cinematográficas como a submissão oficial de Portugal aos prémios Óscar da Academia de Artes e Ciências Cinematográficas dos Estados Unidos da América.
Foi também a candidatura oficial de Portugal à 37ª edição dos Prémios Goya em Espanha, à 10ª edição dos Prémios Macondo na Colômbia e a Melhor Filme Ibero-americano na 4ª edição dos prémios Colibri no Equador.

### Financiamento e desenvolvimento
Produzido por Pedro Fernandes Duarte e Joana Gusmão, o filme foi financiado pelo Instituto do Cinema e do Audiovisual e pela RTP, e teve apoio no seu desenvolvimento do programa Arché do Doclisboa e do programa de escrita Archidoc da escola de cinema parisiense La Fémis, cuja participação foi financiada pela Fundação Calouste Gulbenkian.

## Elenco
- Manuel Rosa
- João Móra
- Ana Vasconcelos
- Henrique Vasconcelos
- Inês Melo Campos
- Luísa Ministro
- Catarina Vasconcelos
- José Manuel Mendes
- João Pedro Mamede
- Cláudia Varejão

## Festivais
O filme foi selecionado para inúmeros festivais de cinema em todo o mundo, entre eles:
- 70ª Berlinale, Festival de Cinema de Berlim, Alemanha;
- 18º Festival Spirit of Fire em Khanty-Mansiysk e Moscovo, Rússia;
- 17º Festival de Cinema True/False, Missouri, Estados Unidos da América;
- 24º Festival de Cinema de Vilnius, Lituânia;
- 60º Festival de Cinema de Cartagena de Índias, Colômbia;
- 22º Festival de Documentário de Salónica, Grécia;
- 21º Festival Internacional de Cinema de Jeonju, Coreia do Sul;
- 23º Festival de Taipé, Taipei, Taiwan;
- 9º Festival New Directors/New Films, MoMA, Nova Iorque, Estados Unidos;
- 16º IndieLisboa Film Festival, Portugal;
- 21º Jeonju International Film Festival, Coreia do Sul;
- Festival de Cinema de Pequim, China;
- 69º Festival Internacional de Cinema de Melbourne, Austrália;
- 56ª Mostra Internacional de Novo Cinema de Pesaro, Itália;
- 16º Festival Internacional de Cinema IndieLisboa, Portugal;
- 19º Festival de Cinema Dokufest, Kosovo;
- 13º Festival Beldocs, Belgrado, Sérvia;
- 19º Festival de Cinema New Horizons, Wrocław, Polónia;
- 39º Festival Internacional de Cinema de Vancouver, Canadá;
- 2º Dili International Film Festival, Timor-Leste;
- 16º Festival Internacional de Cinema de Camden, Estados Unidos da América;
- 68º Festival de San Sebastian, Espanha;
- 7º Festival Internacional Silk Road, China;
- 3º Festival Black Canvas, México;
- 9º Festival Olhar de Cinema, Curitiba, Brasil;
- 11º Festival de Cinema Avant-Garde de Atenas, Grécia;
- 58º Viennale - Festival Internacional de Cinema, Áustria;
- 22º MIDBO - Muestra Int, Documental De Bogotá, Colômbia;
- 24º Festival Internacional de Cinema Documental de Jhilava, Rep. Checa;
- 17º Festival de Cinema Golden Apricot de Yerevan, Arménia;
- Festival International de Cinema de Malatya, Turquia;
- 26º Festival Sheffield Doc/Fest, Inglaterra, Reino Unido;
- 20º ZINEBI – Festival Int.Cinema Curto e Documental, Bilbao, Espanha;
- 24º PÖFF - Festival de Cinema Black Nights de Tallinn, Estónia;
- 32º Festival de Cinema IDFA, Amesterdão, Holanda;
- 22º RIDM - Festival Internacional de Cinema de Montreal, Quebec, Canadá;
- Festival Cinematográfico Internacional do Uruguai, Uruguay;
- 24º FIDOCS - Festival Int. De Cinema Documental de Santiago, Chile;
- 15º Pravo Ljudski Festival de Cinema de Saraievo, Bósnia e Herzgovina;
- 13º Subversive - Festival de Zagreb, Croácia;
- 9º Festival New Directors/New Films, MoMA, Nova Iorque, Estados Unidos
- 17º Guangzhou Festival Internacional de Cinema Documental, China
- 8º Transcinema Festival de Cinema, Perú
- 20º Docpoint - Festival de Cinema Documental de Helsínquia, Finlândia
- 26º Festival de Cinema de Victoria, Canadá
- 26º Coisa de Cinema, Festival de Cinema de Salvador da Bahia, Brasil
- 16º Festival de Cinema de Durango, Estados Unidos da América
- 12º Festival de Cinema da Cidade do Luxemburgo, Luxemburgo
- 18º Kosmorama - Festival Internacional de Cinema de Trondheim, Noruega
- 10º Festival de Cinema Bildrausch Basel, Suíça
- 20º Festival de Cinema de Las Palmas e Grand Canária, Espanha

## Prémios
- Prémio FIPRESCI para Melhor Filme da secção Encontros do 70º Festival internacional de Cinema de Berlim;
- Prémio para Melhor Filme no 25º Festival Internacional de Cinema de Vilnius;[14]
- Prémio do Júri do 22º Festival de Taipé, em Taiwan;[15]
- Prémio para Melhor Filme Internacional do Festival Dokufest no Kosovo;[16]
- Prémio para Melhor Filme Internacional e também o Prémio do Júri Escolas para Melhor Filme na 56ª Mostra Internacional de Cinema de Pesaro, Itália;[17]
- Prémio para Melhor Realizador assim como o Prémio do Público do 17º Festival de Cinema IndieLisboa;[18]
- Prémio de Melhor Filme Zabaltegi — Tabakalera do 68º Festival de Cinema de San Sebastián (2020);[19]
- Prémio para Melhor Contribuição Artística e Prémio do Público do 10º Festival Olhar de Cinema de Curitiba, no Brasil;[20]
- Grand Prix para Melhor Filme Internacional e Prémio do Público do 20º Festival Novos Horizontes de Wrocław na Polónia;[21]
- Prémio de Melhor Filme e o Prémio do Júri Jovem, no Festival Internacional de Documentário do Chile (FIDOCS)[22][23]
- Prémio Golden Apricot para Melhor Filme no Festival Internacional de Cinema de Erevã, Arménia;[24]
- Nomeação Prémio de Melhor Documentário 2020 IDA - Int. Doc. Association;[25]
- Melhor Documentário Internacional no Victoria Film Festival, Canadá;[26]
- Menção Honrosa Melhor Fotografia da Associação Portuguesa de Imagem;[27]
- Prémio do Público e Prémio do Júri do Panorama Coisa de Cinema de Salvador da Bahia, Brasil;[28]
- Menção Honrosa para Melhor Filme no Festival Molodist, Ucrânia;[29]
- Prémio Especial do Júri Internacional e Prémio do Público para Melhor Filme no Festival One World Romania, Roménia;[30]
- Prémio do Público, Prémio Revelação, Prémio para Melhor Realização e Menção Honrosa do Júri da Federação Portuguesa de Cineclubes no Caminhos do Cinema Português, Portugal;[31]
- Prémio Nico para Revelação de 2022 na categoria Realização;[32]
- Prémio Sophia para para Melhor Realizadora, Melhor Montagem, Melhor Som e Melhor Documentário Português de 2021;[6]
- Globo de Ouro da SIC para Melhor Filme Português de 2021;[4]
- Nomeação para Melhor Filme Ibero-americano de 2021 na 10ª edição dos Prémios Macondo;[33]
- Prémio Autores 2022 para Melhor Filme e Melhor Argumento.[34]